# Hypena cirphoides
Hypena cirphoides là một loài bướm đêm trong họ Erebidae.